# بيندكت ولز
بيندكت ولز (بالألمانية: Benedict Wells)‏ هو كاتب ألماني، ولد في 1984 في ميونخ في ألمانيا.

## وصلات خارجية
- بيندكت ولز على موقع IMDb (الإنجليزية)
- بيندكت ولز على موقع مونزينجر (الألمانية)
- بيندكت ولز على موقع ميوزك برينز (الإنجليزية)